# DVB-SI
DVB-SI és l'acrònim de Digital Video Broadcasting-Service Information (Servei d'Informació per a la Retransmissió de Vídeo Digital), és l'estàndard de transmissió de dades en les emissions de televisió digital. Aquest sistema d'informació és un servei per facilitar a l'usuari la navegació a través del medi DVB, sobre una plataforma de televisió digital.
Aquesta normativa està definida en el document de la ETSI EN 300 468, creat a l'octubre de 1995, tot i que ha estat modificat en múltiples ocasions.
Existeix, a part, un escrit tècnic, també de la ETSI, que ampla la informació del document que el defineix, aquest escrit és l'ETR 211.
DVB-SI treballa sobre MPEG-2 com a complement de la Informació Específica de programa (PSI). Aquest servei proporciona a l'usuari i al descodificador la facilitat de navegar a través de la cadena de serveis oferts.
El procés comença quan MEG-2 PSI (Program Specific Information) proporciona una clau a l'IRD (Integrated Reciver Decoder) o Descodificador extern perquè es configuri automàticament. Aleshores DBV-SI afegeix informació que permet l'IRD del DVB sintonitzar determinats serveis o mostrar agendes de programes d'interès.
Degut a la possible complexitat que suposaria per als usuaris el fet de navegar a través dels nous serveis de televisió digital, DVB-SI proporciona els element necessaris per a desenvolupar la Guia Electrònica de Programes (EPG).
Com que la quantitat de dades que s'han d'enviar per l'EPG és molt gran la EACEM (European Association of Consumer Electronics Manufactures) va desenvolupar una especificació amb els formats de dades més convenients, continguda a [ETS 300 707], així com un document guia que facilita la interpretació de l'especificació que està continguda a [ETR 288].
DVB-SI està format, principalment, per quatre tipus de taules d'informació de servei, així com un conjunt de taules addicionals, que fan possible la seva utilització. A diferència de les taules MPEG-2 PSI que només subministren informació del Transport Stream (TS) en la qual estan ubicades, en canvi, les taules DVB-SI també poden donar informació de serveis i esdeveniments transportats per altres TS, fins i tot TS's transmitides per altres xarxes.
Això permet la comunicació de l'IRD entre diferents TS's de forma inapreciable per a l'usuari.

## Taules d'informació de serveis

### Taules Principals
- Taula d'Informació de Xarxa (Network Information Table NIT): aquí s'exposa la informació necessària per a la sintonització dels canals d'un servei proveïdor. L'IRD empra aquesta informació durant la seva càrrega. Addicionalment, aquestes taules es fan servir per senyalitzar un canvi de sintonització.

- Taula de Descripció del Servei (Service Description Table SDT): llista dels paràmetres associats a cada servei, en particular, amb el múltiplex MPEG.

- Taula d'Informació de l'Esdeveniment (Event Information Table EIT): transmet informació agrupant tots els esdeveniments que s'esdevenen i que s'esdevindran sobre el múltiplex MPEG. A més a més, conté informació sobre el Transport actual i altres fluxos de transport que pugui rebre l'IRD

- Taula d'hora i data (Time of Date and Table TDT): es fa servir per ajustar el rellotge intern de l'IRD.

### Taules addicionals
- Taula d'Associació de Bouquet (Bouquet Association Table BAT) podria ser una ajuda per l'IRD per mostrar els serveis disponibles d'una forma comprensible per a l'usuari.

- Taules d'Estat d'Execució (Running Status Table RST) es fa servir per a actualitzar l'execució d'un programa. Les seccions d'estat d'execució són enviades una sola vegada a l'exterior i, més endavant, si es produís algun canvi. Això no passa amb la resta de taules SI, que s'envien contínuament.

- Taules de Farciment (Stuffing Table ST): poden ser emprades per a reemplaçar alguna subtaula que sigui errònia.

- Taula de Discontinuïtat d'Informació (Discontinuity Information Table DIT): es fa servir en els punts de transició quan la informació es discontínua, per exemple, quan hi ha un canvi a la xarxa.

- Taula de Selecció d'Informació (Selection Information Table SIT): conté un resum de tota la informació important que hi ha en el canal de transmissió.

## Freqüència de repetició de les taules
Cal distingir dues classes d'emissions de DVB, les de cable (DVB-C) i satèl·lit (DVB-S) de les terrestres DVB-T o TDT. Per als dos primers sistemes se suposa que l'amplada de banda del canal és suficient per al transport de tota la informació necessària. Aquestes són les seves freqüències de repetició:
- Totes les seccions de la NIT han de ser transmeses, com a mínim, cada 10 segons, incloses aquelles que viatgen per altres camins de difusió, si és que n'hi ha.

- Totes les seccions de la BAT han de ser transmeses, com a mínim, cada 10 segons, si és present.

- Totes les seccions de la SDT del multiplexat actual han de ser transmeses cada 2 segons, com a mínim.

- Totes les seccions de la SDT d'altres TS s'han de transmetre, com a mínim, cada 10 segons.

- Totes les seccions de la EIT dels esdeveniments actuals i següents del TS actual s'han de transmetre cada 2 segons, com a mínim.

- Totes les seccions de la EIT dels esdeveniments TS s'han de transmetre cada 10 segons, com a mínim, si és que existeixen.

- Totes les seccions de la programació de la EIT dels 8 primers dies s'han de transmetre, com a mínim, cada 10 segons.

- Totes les seccions de la programació de la EIT de dies més enllà del vuitè s'han de transmetre cada 30 segons (incloent-hi les dels altres TS), si és que existeixen.

- La TDT s'ha de transmetre cada 30 segons com a mínim.

Pel que fa a les emissions de televisió digital terrestre, l'amplada de banda és molt limitada per a la quantitat d'informació que s'ha de transmetre, i es defineixen els següents períodes de repetició, tenint en compte que per a les taules NIT, BAT, SDT i TDT han de complir els mateixos mínims que per cable o per satèl·lit.
- Totes les seccions de la EIT dels esdeveniments actuals i següents del TS actual s'han de transmetre cada 2 segons, com a mínim.

- Totes les seccions de la EIT d'esdeveniments d'altres TS s'han de transmetre cada 20 segons, com a mínim, si és que existeixen.

- Totes les seccions de la programació de la EIT del dia actual d'un altre TS s'han de transmetre cada 30 segons.

- Totes les seccions de la programació de la EIT del dia actual s'han de transmetre, com amínim, cada 10 segons, si és que existeixen.

- Totes les seccions de la programació de la EIT dels TS s'han de transmetre, com amínim, cada 30 segons, si és que existeixen.

- Totes les seccions de la programació de la EIT d'altres TS s'han de transmetre, com amínim, cada 30 segons, si és que existeixen.

## Imprescindible per Implementar
- La localització de programes

- La sintonització automàtica de l'IRD segons el servei seleccionat.

- La Application Programing Interface (API): és el sistema que ofereix connexió entre les aplicacions de software i hardware, és l'equivalent al Sistema Operatiu de l'IRD.

- La Guia Electrònica de Programes (EPG): aplicació de software creada pels proveïdors de continguts, per facilitar la presentació dels serveix que oferten i ajudar, a la vegada, l'espectador a escollir.

- Accés condicional (CA)

## Aplicacions específiques
La Informació de Serveis (SI) de DVB ha estat dissenyada per a treballar sobre una gran marge d'aplicacions. Aquestes són algunes de les més destacades:
- Near Video On Demand: que significa "Video Gairebé Sota Demanda", es defineix com la repetició del mateix programa durant tot un dia, però desplaçat en instants de temps diferents. Veure VoD

- Mosaic: està compost per una sèrie de petites imatges de diferents programes, totes sobre un mateix canal. Aquestes imatges es codifiquen de tal manera que cadascuna ocupa una posició sobre una imatge de fons, és a dir, mostra en forma de mosaic una petita imatge de cada canal.